# Cantonul Pellegrue
Cantonul Pellegrue este un canton din arondismentul Langon, departamentul Gironde, regiunea Aquitania, Franța.

## Comune
- Auriolles
- Caumont
- Cazaugitat
- Landerrouat
- Listrac-de-Durèze
- Massugas
- Pellegrue (reședință)
- Saint-Antoine-du-Queyret
- Saint-Ferme
- Soussac